# Indiana Pacers 1983-1984
La stagione 1983-84 degli Indiana Pacers fu l'8ª nella NBA per la franchigia.
Gli Indiana Pacers arrivarono sesti nella Central Division della Eastern Conference con un record di 26-56, non qualificandosi per i play-off.

## Roster
| N° | Naz.                   | Ruolo | Sportivo          | Anno | Alt. | Peso |
| -- | ---------------------- | ----- | ----------------- | ---- | ---- | ---- |
| 7  | Stati Uniti (bandiera) | GA    | Tracy Jackson     | 1959 | 198  | 93   |
| 7  | Stati Uniti (bandiera) | A     | Bruce Kuczenski   | 1961 | 208  | 104  |
| 11 | Stati Uniti (bandiera) | GA    | Brook Steppe      | 1959 | 196  | 88   |
| 12 | Stati Uniti (bandiera) | G     | Butch Carter      | 1958 | 196  | 82   |
| 14 | Stati Uniti (bandiera) | G     | Jerry Sichting    | 1956 | 185  | 76   |
| 16 | Stati Uniti (bandiera) | G     | Jim Thomas        | 1960 | 191  | 86   |
| 21 | Stati Uniti (bandiera) | GA    | Kevin McKenna     | 1959 | 196  | 88   |
| 24 | Stati Uniti (bandiera) | AC    | George L. Johnson | 1956 | 201  | 95   |
| 31 | Stati Uniti (bandiera) | C     | Granville Waiters | 1961 | 211  | 102  |
| 32 | Stati Uniti (bandiera) | AC    | Herb Williams     | 1958 | 208  | 110  |
| 33 | Stati Uniti (bandiera) | A     | Clark Kellogg     | 1961 | 201  | 102  |
| 34 | Stati Uniti (bandiera) | A     | Leroy Combs       | 1961 | 203  | 95   |
| 35 | Stati Uniti (bandiera) | G     | Sidney Lowe       | 1960 | 183  | 88   |
| 40 | Stati Uniti (bandiera) | C     | Steve Stipanovich | 1960 | 211  | 111  |

## Staff tecnico
- Allenatore: Jack McKinney
- Vice-allenatore: Scotty Robertson
- Preparatore atletico: David Craig